# A.T. Perry
Atorian Perry (Lake Worth, Florida; 26 de octubre de 1999) más conocido como A.T. Perry, es un jugador profesional estadounidense de fútbol americano que se desempeña en la posición de wide receiver en New Orleans Saints, equipo de la National Football League (NFL).

## Carrera
Jugó en el equipo Wake Forest Demon Deacons, perteneciente a la universidad de Wake Forest, donde recibió honores ofensivos dos años consecutivos, primer equipo All-ACC 2021 y 2022. Fue seleccionado en la Reunión Anual de Selección de Jugadores de la NFL de 2023, hizo su debut profesional con el equipo New Orleans Saints, donde lleva jugando una temporada.